# Młody Sheldon
Młody Sheldon (ang. Young Sheldon) – amerykański serial komediowy stworzony przez Chucka Lorre’ego i Stevena Molaro oraz wyprodukowany przez Chuck Lorre Productions oraz Warner Bros. Television. Spin-off oraz prequel serialu Teoria wielkiego podrywu.
Premiera serialu odbyła się 25 września 2017 na amerykańskiej stacji CBS jako specjalna zapowiedź, natomiast regularna emisja rozpoczęła się 2 listopada 2017. W Polsce serial jest emitowany od 1 czerwca 2018 przez HBO GO i od 15 lipca 2018 na HBO3, poza tym od 1 października 2018 serial był emitowany na Comedy Central.
27 września 2017 stacja CBS ogłosiła, że serial otrzymał zamówienie na 22 odcinki przed premierą. W styczniu 2018 zdecydowano o nakręceniu drugiego sezonu serialu, a w lutym 2019 – kolejnych dwóch serii.
Serial doczekał się swojego spin-offu o tytule Georgie i Mandy wzięli ślub (Georgie & Mandy's First Marriage). Jego premiera nastąpiła 17 października 2024 roku, zaś w Polsce 3 kwietnia 2025 roku.

## Fabuła
Serial opowiada o Sheldonie Lee Cooperze, dziewięciolatku z Teksasu, który poszedł do liceum, gdzie musi mierzyć się z różnymi wyzwaniami zarówno naukowymi, jak i społecznymi. Z czasem zaczyna się tam nudzić, więc postanawia uczęszczać sporadycznie na wykłady na East TexasTech, a od sezonu 4 na stałe staje się studentem na tej uczelni. Pod koniec cyklu wyprowadza się na Caltech w Kalifornii, gdzie później dzieje się akcja serialu macierzystego, czyli "The Big Bang Theory". W międzyczasie spotyka wielu ludzi, na przykład dr. Johna Sturgisa, czy Paige, rówieśniczkę o podobnych umiejętnościach. Serial ma 7 sezonów, a kończy się śmiercią ojca Sheldona, George'a.

## Obsada
- Iain Armitage jako Sheldon Cooper[2][8] – dziewięcioletni chłopiec uczęszczający do liceum
- Zoe Perry jako Mary Cooper[8] – matka Sheldona, która jest gorliwą chrześcijanką, wierną Kościoła Baptystów.
- Lance Barber jako George Cooper Sr.[2][9] – ojciec Sheldona, Missy i Georgie'go, który jest trenerem w lokalnej szkole.
- Raegan Revord jako Melissa „Missy” Cooper[9] – siostra bliźniaczka Sheldona.
- Montana Jordan jako George „Georgie” Cooper Jr.[2][9] – starszy brat Sheldona.
- Annie Potts jako Constance „Connie” Tucker[10] – babcia Sheldona, Missy i Georga Jr., którzy na nią mówią "Meemaw" ("Bunia" w polskim tłumaczeniu)
- Wallace Shawn jako dr John Sturgis
- Matt Hobby jako pastor Jeff Hodgkins
- Craig T. Nelson jako Dale Ballard
- Ed Begley Jr. jako dr Linkletter

W epizodach wystąpili m.in.: Ray Liotta, Emily Osment, Louie Anderson, David Hasselhoff, Robert Picardo, Barry Corbin, Ming-Na Wen, Frances Conroy, Valerie Mahaffey, a także przedsiębiorca Elon Musk i piosenkarka Cyndi Lauper.

## Produkcja

### Rozwój projektu
Pomysłodawcą serialu jest Jim Parsons, który odtwarzał rolę Sheldona Coopera w serialu Teoria wielkiego podrywu. W listopadzie 2016 roku stacja CBS została poinformowana o planach stworzenia spin-offa Teorii…, który skupiałby się na postaci Sheldona jako młodego chłopca. 13 marca 2017 roku stacja zamówiła spin-off serialu, który został stworzony przez Chucka Lorre i Stevena Molaro. Jon Favreau wyreżyserował odcinek pilotowy, przy którym pracował także jako producent wykonawczy. Jim Parsons, Chuck Lorre, Steven Molaro i Todd Spiewak także byli producentami wykonawczymi serialu dla wytwórni Chuck Lorre Productions.

### Casting
Na początku marca 2017 wybrano Iaina Armitage'a do roli młodego Sheldona oraz Zoe Perry, córkę Laurie Metcalf, która grała matkę Sheldona w Teorii wielkiego podrywu. Do kolejnych ról wybrano: Lance'a Barbera, Raegan Revord i Montana Jordana. Jim Parsons ponownie wcielił się w dorosłego Sheldona Coopera, tym razem jako narrator. W lipcu 2017 Annie Potts ogłosiła, że będzie grać Meemaw, babkę Sheldona.

### Nagrywanie
Młody Sheldon to serial kręcony jedną kamerą. Nagrania jednego odcinka zajmowało twórcom sześć dni.

## Przegląd sezonów
| Sezon | Sezon | Odcinki | Premiera w Stanach Zjednoczonych (CBS) | Premiera w Stanach Zjednoczonych (CBS) | Premiera w Polsce                                      | Premiera w Polsce                                      | Premiera w Polsce         | Premiera w Polsce         |
| Sezon | Sezon | Odcinki | Premiera w Stanach Zjednoczonych (CBS) | Premiera w Stanach Zjednoczonych (CBS) | Dostęp VOD (HBO GO - sezony 1-5; HBO Max - sezony 5-7) | Dostęp VOD (HBO GO - sezony 1-5; HBO Max - sezony 5-7) | Emisja telewizyjna (HBO3) | Emisja telewizyjna (HBO3) |
| Sezon | Sezon | Odcinki | Premiera sezonu                        | Finał sezonu                           | Premiera sezonu                                        | Finał sezonu                                           | Premiera sezonu           | Finał sezonu              |
| ----- | ----- | ------- | -------------------------------------- | -------------------------------------- | ------------------------------------------------------ | ------------------------------------------------------ | ------------------------- | ------------------------- |
|       | 1     | 22      | 25 września 2017                       | 10 maja 2018                           | 1 czerwca 2018                                         | 1 czerwca 2018                                         | 15 lipca 2018             | 26 sierpnia 2018          |
|       | 2     | 22      | 24 września 2018                       | 16 maja 2019                           | 25 września 2018                                       | 17 maja 2019                                           | 4 listopada 2018          | 16 czerwca 2019           |
|       | 3     | 21      | 26 września 2019                       | 30 kwietnia 2020                       | 27 września 2019                                       | 1 maja 2020                                            | 9 listopada 2019          | 23 maja 2020              |
|       | 4     | 18      | 5 listopada 2020                       | 13 maja 2021                           | 6 listopada 2020                                       | 14 maja 2021                                           | 20 marca 2021             | 17 lipca 2021             |
|       | 5     | 22      | 7 października 2021                    | 19 maja 2022                           | 8 października 2021                                    | 21 maja 2022                                           | 5 lutego 2022             | 2 lipca 2022              |
|       | 6     | 22      | 29 września 2022                       | 18 maja 2023                           | 1 października 2022                                    | 23 maja 2023                                           | brak danych               | brak danych               |
|       | 7     | 14      | 14 lutego 2024                         | 16 maja 2024                           | 21 lutego 2024                                         | 22 maja 2024                                           | brak danych               | brak danych               |

## Lista odcinków

### Sezon 1 (2017–2018)
| №  | Nr | Tytuł                                                            | Tytuł polski                                                   | Premiera (CBS)    | Premiera w Polsce (HBO3) |
| -- | -- | ---------------------------------------------------------------- | -------------------------------------------------------------- | ----------------- | ------------------------ |
| 1  | 1  | Pilot                                                            | Pilot                                                          | 25 września 2017  | 15 lipca 2018            |
| 2  | 2  | Rockets, Communist, and the Dewey Decimal System                 | Rakiety, komuniści i system dziesiętny Deweya                  | 2 listopada 2017  | 15 lipca 2018            |
| 3  | 3  | Poker, Faith, and Eggs                                           | Poker, wiara i jaja                                            | 9 listopada 2017  | 15 lipca 2018            |
| 4  | 4  | A Therapist, a Comic Book, and a Breakfast Sausage               | Terapeuta, komiks i kiełbasa                                   | 16 listopada 2017 | 22 lipca 2018            |
| 5  | 5  | A Solar Calculator, a Game Ball, and a Cheerleader's Bosom       | Kalkulator na baterie, piłka meczowa i biust czirliderki       | 23 listopada 2017 | 22 lipca 2018            |
| 6  | 6  | A Patch, a Modem, and a Zantac®                                  | Drwiny, modem i lek na wrzody                                  | 30 listopada 2017 | 22 lipca 2018            |
| 7  | 7  | A Brisket, Voodoo, and Cumball Run                               | Mostek, voodoo i Wyścig Armatniej Kuli                         | 7 grudnia 2017    | 29 lipca 2018            |
| 8  | 8  | Cape Canaveral, Schrödinger's Cat, and Cyndi Lauper's Pussy Hair | Przylądek Canaveral, kot Schrödingera i włosy Cyndi Lauper     | 14 grudnia 2017   | 29 lipca 2018            |
| 9  | 9  | Spock, Kirk, and Testicular Hernia                               | Spock, Kirk i przepuklina                                      | 21 grudnia 2017   | 29 lipca 2018            |
| 10 | 10 | An Eagle Feather, a String Bean, and an Eskimo                   | Ptasie pióro, fasola i Eskimos                                 | 4 stycznia 2018   | 5 sierpnia 2018          |
| 11 | 11 | Demons, Sunday School, and Prime Numbers                         | Demony, szkółka niedzielna i liczby pierwsze                   | 11 stycznia 2018  | 5 sierpnia 2018          |
| 12 | 12 | A Computer, a Plastic Pony, and a Case of Beer                   | Komputer, zabawka i piwo                                       | 18 stycznia 2018  | 5 sierpnia 2018          |
| 13 | 13 | A Sneeze, Detention, and Sissy Spacek                            | Kichnięcie, koza i Sissy Spacek                                | 1 lutego 2018     | 12 sierpnia 2018         |
| 14 | 14 | Potato Salad, a Broomstick, and Dad’s Whiskey                    | Sałatka, zmiotka i whisky ojca                                 | 1 marca 2018      | 12 sierpnia 2018         |
| 15 | 15 | Dolomite, Apple Slices, and a Mystery Woman                      | Dolomit, jabłko i tajemnicza kobieta                           | 8 marca 2018      | 12 sierpnia 2018         |
| 16 | 16 | Killer Asteroids, Oklahoma, and a Frizzy Hair Machine            | Zabójcze planetoidy, Oklahoma i maszyna do elektryzacji włosów | 29 marca 2018     | 19 sierpnia 2018         |
| 17 | 17 | Jiu-Jitsu, Bubble Wrap, and Yoo-Hoo                              | Jiu-Jitsu, kręgielnia i kurnik                                 | 5 kwietnia 2018   | 19 sierpnia 2018         |
| 18 | 18 | A Mother, A Child, and a Blue Man's Backside                     | Matka, syn i tyłek niebieskiego człowieka                      | 12 kwietnia 2018  | 19 sierpnia 2018         |
| 19 | 19 | Gluons, Guacamole, and the Color Purple                          | Gluony, guacamole i kolor fioletowy                            | 19 kwietnia 2018  | 26 sierpnia 2018         |
| 20 | 20 | A Dog, A Squirrrel, and a Fish Named Fish                        | Pies, wiewiórka i rybka zwana rybką                            | 26 kwietnia 2018  | 26 sierpnia 2018         |
| 21 | 21 | Summer Sausage, a Pocket Poncho, and Tony Danza                  | Parówka, pelerynka i Tony Danza                                | 3 maja 2018       | 26 sierpnia 2018         |
| 22 | 22 | Vanilla Ice Cream, Gentleman Callers, and a Dinette Set          | Lody waniliowe, rozmowy i zestaw do jadalni                    | 10 maja 2018      | 26 sierpnia 2018         |

### Sezon 2 (2018–2019)
| №  | Nr | Tytuł                                                 | Tytuł polski                                    | Premiera (CBS)       | Premiera w Polsce (HBO3)                             |
| -- | -- | ----------------------------------------------------- | ----------------------------------------------- | -------------------- | ---------------------------------------------------- |
| 23 | 1  | A High-Pitched Buzz and Training Wheels               | Świdrujące brzęczenie i małe kółeczka           | 24 września 2018     | 4 listopada 2018                                     |
| 24 | 2  | A Rival Prodigy and Sir Isaac Neutron                 | Rywalizacja geniuszy i sir Isaac Neutron        | 27 września 2018     | 11 listopada 2018                                    |
| 25 | 3  | A Crisis of Faith and Octopus Aliens                  | Kryzys wiary i ośmiornice z kosmosu             | 4 października 2018  | 18 listopada 2018                                    |
| 26 | 4  | A Financial Secret and Fish Sauce                     | Finansowy sekret i sos rybny                    | 11 października 2018 | 25 listopada 2018                                    |
| 27 | 5  | A Research Study and Czechoslovakian Wedding Pastries | Badanie naukowe i ciasteczka z czeskiego wesela | 18 października 2018 | 2 grudnia 2018                                       |
| 28 | 6  | Seven Deadly Sins and a Small Carl Sagan              | Siedem grzechów głównych i mały Carl Sagan      | 25 października 2018 | 9 grudnia 2018                                       |
| 29 | 7  | Carbon Dating and a Stuffed Raccoon                   | Datowanie C14 i wypchany szop                   | 1 listopada 2018     | 16 grudnia 2018                                      |
| 30 | 8  | An 8-Bit Princess and a Flat Tire Genius              | Ośmiobitowa księżniczka i geniusz flaka         | 8 listopada 2018     | 23 grudnia 2018                                      |
| 31 | 9  | Family Dynamics and a Red Fiero                       | Dynamika rodzinna i czerwony pontiak Fiero      | 15 listopada 2018    | 30 grudnia 2018                                      |
| 32 | 10 | A Stunted Childhood and a Can of Fancy Mixed Nuts     | Brak dzieciństwa i puszka orzeszków             | 6 grudnia 2018       | 10 lutego 2019                                       |
| 33 | 11 | A Race of Superhumans and a Letter to Alf             | Rasa nadludzi i list do Alfa                    | 3 stycznia 2019      | 17 lutego 2019                                       |
| 34 | 12 | A Tummy Ache and a Whale of a Metaphor                | Ból brzucha i witaminki do żucia                | 10 stycznia 2019     | 24 lutego 2019                                       |
| 35 | 13 | A Nuclear Reactor and a Boy Called Lovely             | Reaktor jądrowy i słodki chłopczyk              | 17 stycznia 2019     | 3 marca 2019                                         |
| 36 | 14 | David, Goliath, and a Yoo-hoo From the Back           | Dawid, Goliat i okrzyk z drugiego rzędu         | 31 stycznia 2019     | 10 marca 2019                                        |
| 37 | 15 | A Math Emergency and Perky Palms                      | Matematyczny alarm i rącze rączki               | 7 lutego 2019        | 17 marca 2019                                        |
| 38 | 16 | A Loaf of Bread and a Grand Old Flag                  | Bochen chleba i szlachetny sztandar             | 21 lutego 2019       | 24 marca 2019                                        |
| 39 | 17 | Albert Einstein and the Story of Another Mary         | Albert Einstein i dzieje innej Maryi            | 7 marca 2019         | 31 marca 2019                                        |
| 40 | 18 | A Perfect Score and a Bunsen Burner Marshmallow       | Idealny wynik i pianki z palnika bunsenowskiego | 4 kwietnia 2019      | 19 maja 2019                                         |
| 41 | 19 | A Political Campaign and a Candy Land Cheater         | Kampania wyborcza i planszowy oszust            | 25 kwietnia 2019     | 26 maja 2019                                         |
| 42 | 20 | A Proposal and a Popsicle Stick Cross                 | Oświadczyny i krzyżyk z patyków po lizakach     | 2 maja 2019          | 30 maja 2019 (Comedy Central) 2 czerwca 2019 (HBO3)  |
| 43 | 21 | A Broken Heart and a Crock Monster                    | Złamane serce i Krokopotwór                     | 9 maja 2019          | 31 maja 2019 (Comedy Central) 9 czerwca 2019 (HBO3)  |
| 44 | 22 | A Swedish Science Thing and the Equation for Toast    | Szwedzka nagroda naukowa i równanie tosta       | 16 maja 2019         | 31 maja 2019 (Comedy Central) 16 czerwca 2019 (HBO3) |

### Sezon 3 (2019–2020)
| №  | Nr | Tytuł                                                    | Tytuł polski                                                  | Premiera (CBS)       | Premiera w Polsce (HBO3) |
| -- | -- | -------------------------------------------------------- | ------------------------------------------------------------- | -------------------- | ------------------------ |
| 45 | 1  | Quirky Eggheads and Texas Snow Globes                    | Dziwni jajogłowi i teksaskie śnieżne kule                     | 26 września 2019     | 9 listopada 2019         |
| 46 | 2  | A Broom Closet and Satan's Monopoly Board                | Schowek na szczotki i szatańska gra w Monopol                 | 3 października 2019  | 16 listopada 2019        |
| 47 | 3  | An Entrepreneurialist and a Swat on the Bottom           | Przedsiębiorca i pęknięcie na dnie                            | 10 października 2019 | 23 listopada 2019        |
| 48 | 4  | Hobbitses, Physicses and a Ball with Zip                 | Hobbity, fizycy i śmigająca piłka                             | 17 października 2019 | 30 listopada 2019        |
| 49 | 5  | A Pineapple and the Bosom of Male Friendship             | Ananas i pierś męskiej przyjaźni                              | 24 października 2019 | 7 grudnia 2019           |
| 50 | 6  | A Parasol and a Hell of an Arm                           | Parasol i zła ręka                                            | 7 listopada 2019     | 14 grudnia 2019          |
| 51 | 7  | Pongo Pygmaeus and a Culture that Encourages Spitting    | Orangutan borneański i kultura zachęcająca do plucia          | 14 listopada 2019    | 21 grudnia 2019          |
| 52 | 8  | The Sin of Greed and a Chimichanga from Chi-Chi's        | Grzech chciwości i chimichanga z Chi-Chi's                    | 21 listopada 2019    | 28 grudnia 2019          |
| 53 | 9  | A Party Invitation, Football Grapes and an Earth Chicken | Zaproszenie na imprezę, futbolowe winogrona i ziemski kurczak | 5 grudnia 2019       | 29 lutego 2020           |
| 54 | 10 | Teenager Soup and a Little Ball of Fib                   | Zupa nastolatków i stek bzdur                                 | 12 grudnia 2019      | 7 marca 2020             |
| 55 | 11 | A Live Chicken, a Fried Chicken and Holy Matrimony       | Żywy kurczak, smażony kurczak i sakrament małżeństwa          | 9 stycznia 2020      | 14 marca 2020            |
| 56 | 12 | Body Glitter and a Mall Safety Kit                       | Brokat do ciała i sklepowy zestaw bezpieczeństwa              | 16 stycznia 2020     | 21 marca 2020            |
| 57 | 13 | Contracts, Rules and a Little Bit of Pig Brains          | Kontrakty, zasady i świńskie móżdżki                          | 30 stycznia 2020     | 28 marca 2020            |
| 58 | 14 | A Slump, a Cross and Roadside Gravel                     | Zastój, krzyż i przydrożny żwir                               | 6 lutego 2020        | 4 kwietnia 2020          |
| 59 | 15 | A Boyfriend's Ex-Wife and a Good Luck Head Rub           | Była żona chłopaka i pocieranie głowy na szczęście            | 13 lutego 2020       | 11 kwietnia 2020         |
| 60 | 16 | Pasadena                                                 | Pasadena                                                      | 20 lutego 2020       | 18 kwietnia 2020         |
| 61 | 17 | An Academic Crime and a More Romantic Taco Bell          | Akademicka zbrodnia i romans w Taco Bell                      | 5 marca 2020         | 25 kwietnia 2020         |
| 62 | 18 | A Couple Bruised Ribs and a Cereal Box Ghost Detector    | Siniaki na żebrach i wykrywacz duchów z pudełka z płatkami    | 12 marca 2020        | 2 maja 2020              |
| 63 | 19 | A House for Sale and Serious Woman Stuff                 | Dom na sprzedaż i poważne kobiece sprawy                      | 2 kwietnia 2020      | 9 maja 2020              |
| 64 | 20 | A Baby Tooth and the Egyptian God of Knowledge           | Mleczny ząb i egipski bóg wiedzy                              | 16 kwietnia 2020     | 16 maja 2020             |
| 65 | 21 | A Secret Letter and a Lowly Disc of Processed Meat       | Tajny list i pospolity dysk z przetworzonego mięsa            | 30 kwietnia 2020     | 23 maja 2020             |

### Sezon 4 (2020–2021)
| №  | Nr | Tytuł                                                             | Tytuł polski                                        | Premiera (CBS)    | Premiera w Polsce (HBO3) |
| -- | -- | ----------------------------------------------------------------- | --------------------------------------------------- | ----------------- | ------------------------ |
| 66 | 1  | Graduation                                                        | Koniec szkoły                                       | 5 listopada 2020  | 20 marca 2021            |
| 67 | 2  | A Docent, A Little Lady and a Bouncer Named Dalton                | Docent, mała dama i wikidajło Dalton                | 12 listopada 2020 | 27 marca 2021            |
| 68 | 3  | Training Wheels and an Unleashed Chicken                          | Boczne kółka i kurczak z rożna                      | 19 listopada 2020 | 3 kwietnia 2021          |
| 69 | 4  | Bible Camp and a Chariot of Love                                  | Obóz biblijny i rydwan miłości                      | 3 grudnia 2020    | 10 kwietnia 2021         |
| 70 | 5  | A Musty Crypt and a Stick to Pee On                               | Mroczna krypta i patyczek do sikania                | 17 grudnia 2020   | 17 kwietnia 2021         |
| 71 | 6  | Freshman Orientation and the Inventor of the Zipper               | Przyszły student i wynalazek suwaka                 | 21 stycznia 2021  | 24 kwietnia 2021         |
| 72 | 7  | A Philosophy Class and Worms That Can Chase You (Part 1)          | Wykład z filozofii i latające robaki (Część 1)      | 11 lutego 2021    | 1 maja 2021              |
| 73 | 8  | An Existential Crisis and a Bear That Makes Bubbles (Part 2)      | Egzystencjalny kryzys i dziki kot (Część 2)         | 18 lutego 2021    | 8 maja 2021              |
| 74 | 9  | Crappy Frozen Ice Cream and an Organ Grinder's Monkey             | Fałszywe lody i kolacja z kozłem                    | 25 lutego 2021    | 15 maja 2021             |
| 75 | 10 | Cowboy Aerobics and 473 Grease-Free Bolts                         | Kowbojski aerobik i 473 śrubki bez smaru            | 4 marca 2021      | 22 maja 2021             |
| 76 | 11 | A Pager, a Club and a Cranky Bag of Wrinkles                      | Pager i kluby zainteresowań                         | 11 marca 2021     | 29 maja 2021             |
| 77 | 12 | A Box of Treasure and the Meemaw of Science                       | Tajemnica i Bunia fizyki                            | 1 kwietnia 2021   | 5 czerwca 2021           |
| 78 | 13 | The Geezer Bus and a New Model for Education                      | Kościelny transport i nowy model zdalnego nauczania | 8 kwietnia 2021   | 12 czerwca 2021          |
| 79 | 14 | Mitch's Son and the Unconditional Approval of a Government Agency | Z-Kachny-syn i starcie ze skarbówką                 | 15 kwietnia 2021  | 19 czerwca 2021          |
| 80 | 15 | A Virus, Heartbreak and a World of Possibilities                  | Wirus, złamane serce i pełnia możliwości            | 22 kwietnia 2021  | 26 czerwca 2021          |
| 81 | 16 | A Second Prodigy and the Hottest Tips for Pouty Lips              | Rywalizacja i wydymanie ust                         | 29 kwietnia 2021  | 3 lipca 2021             |
| 82 | 17 | A Black Hole                                                      | Czarna dziura                                       | 6 maja 2021       | 10 lipca 2021            |
| 83 | 18 | The Wild and Woolly World of Nonlinear Dynamics                   | Mętny świat układów nieliniowych                    | 13 maja 2021      | 17 lipca 2021            |

### Sezon 5 (2021–2022)
| №   | Nr | Tytuł                                                 | Tytuł polski                                        | Premiera (CBS)       | Premiera w Polsce (HBO3) |
| --- | -- | ----------------------------------------------------- | --------------------------------------------------- | -------------------- | ------------------------ |
| 84  | 1  | One Bad Night and Chaos of Selfish Desires            | Jeden zły wieczór i chaos samolubnych pragnień      | 7 października 2021  | 5 lutego 2022            |
| 85  | 2  | Snoopin' Around and the Wonder Twins of Atheism       | Węszenie za plecami i cudowne bliźniaki ateizmu     | 14 października 2021 | 12 lutego 2022           |
| 86  | 3  | Potential Energy and Hooch on a Park Bench            | Energia potencjalna i gorzałka w parku              | 21 października 2021 | 19 lutego 2022           |
| 87  | 4  | Pish Posh and a Secret Back Room                      | Trele morele i tajne zaplecze                       | 28 października 2021 | 26 lutego 2022           |
| 88  | 5  | Stuffed Animals and A Sweet Southern Syzygy           | Pluszaki i słodka syzygia rodem z Południa          | 4 listopada 2021     | 5 marca 2022             |
| 89  | 6  | Money Laundering and a Cascade of Hormones            | Pranie pieniędzy i kaskada hormonów                 | 11 listopada 2021    | 12 marca 2022            |
| 90  | 7  | An Introduction to Engineering and a Glob of Hair Gel | Wstęp o inżynierii i poślizg na żelu do włosów      | 18 listopada 2021    | 19 marca 2022            |
| 91  | 8  | The Grand Chancellor and a Den of Sin                 | Wielki Kanclerz i siedlisko grzechu                 | 2 grudnia 2021       | 26 marca 2022            |
| 92  | 9  | The Yips and an Oddly Hypnotic Bohemian               | Zaćmienie i zadziwiająco hipnotyczny biedny artysta | 9 grudnia 2021       | 2 kwietnia 2022          |
| 93  | 10 | An Expensive Glitch and a Goof-Off Room               | Drzemka i eksperyment społeczny                     | 6 stycznia 2022      | 9 kwietnia 2022          |
| 94  | 11 | A Lock-In, a Weather Girl and a Disgusting Habit      | Nocowanie w kościele, pogodynka i ohydny nałóg      | 13 stycznia 2022     | 16 kwietnia 2022         |
| 95  | 12 | A Pink Cadillac and a Glorious Tribal Dance           | Różowy cadillac i wspaniały taniec plemienny        | 20 stycznia 2022     | 23 kwietnia 2022         |
| 96  | 13 | A Lot of Band-Aids and the Cooper Surrender           | Za dużo drażetek i Kapitulacja Coopera              | 27 stycznia 2022     | 30 kwietnia 2022         |
| 97  | 14 | A Free Scratcher and Feminine Wiles                   | Darmowa zdrapka i kobiece sztuczki                  | 24 lutego 2022       | 7 maja 2022              |
| 98  | 15 | A Lobster, an Armadillo and a Way Bigger Number       | Homar, pancernik i dużo większa liczba              | 3 marca 2022         | 14 maja 2022             |
| 99  | 16 | A Suitcase Full of Cash and a Yellow Clown Car        | Walizka forsy i cyrkowe auto                        | 10 marca 2022        | 21 maja 2022             |
| 100 | 17 | A Solo Peanut, a Social Butterfly and the Truth       | Orzeszek-solista, towarzyski motylek i prawda       | 31 marca 2022        | 28 maja 2022             |
| 101 | 18 | Babies, Lies and a Resplendent Cannoli                | Dzieci, kłamstwa i wyborowe cannoli                 | 14 kwietnia 2022     | 4 czerwca 2022           |
| 102 | 19 | A God-Fearin' Baptist and a Hot Trophy Husband        | Bogobojny baptysta i chwalenie się mężem            | 21 kwietnia 2022     | 11 czerwca 2022          |
| 103 | 20 | Uncle Sheldon and a Hormonal Firecracker              | Wujek Sheldon i szalejące hormony                   | 28 kwietnia 2022     | 18 czerwca 2022          |
| 104 | 21 | White Trash, Holy Rollers and Punching People         | Biała hołota, świętoszki i bicie ludzi              | 12 maja 2022         | 25 czerwca 2022          |
| 105 | 22 | A Clogged Pore, a Little Spanish and the Future       | Trądzik, Meksyk i przyszłość                        | 19 maja 2022         | 2 lipca 2022             |

### Sezon 6 (2022–2023)
| №   | Nr | Tytuł                                                        | Tytuł polski                                               | Premiera (CBS)       | Premiera w Polsce (HBO Max) |
| --- | -- | ------------------------------------------------------------ | ---------------------------------------------------------- | -------------------- | --------------------------- |
| 106 | 1  | Four Hundred Cartons of Undeclared Cigarettes and a Niblingo | 400 niezgłoszonych kartonów papierosów i brodzeńgo         | 29 września 2022     | 1 października 2022         |
| 107 | 2  | Future Worf and the Margarita of the South Pacific           | Worf z przyszłości i Margarita Południowego Pacyfiku       | 6 października 2022  | 8 października 2022         |
| 108 | 3  | Passion's Harvest and a Sheldocracy                          | Żniwa namiętności i Sheldokracja                           | 13 października 2022 | 15 października 2022        |
| 109 | 4  | Blonde Ambition and the Concept of Zero                      | Ambicje blondynki i koncept zera                           | 20 października 2022 | 22 października 2022        |
| 110 | 5  | A Resident Advisor and the Word 'Sketchy                     | Nowy doradca i słowo "podejrzana"                          | 27 października 2022 | 29 października 2022        |
| 111 | 6  | An Ugly Car, an Affair and Some Kickass Football             | Brzydkie auto i dziecko rozmiaru piłki golfowej            | 3 listopada 2022     | 5 listopada 2022            |
| 112 | 7  | A Tougher Nut and a Note on File                             | Twardszy orzech i baza danych                              | 10 listopada 2022    | 12 listopada 2022           |
| 113 | 8  | Legalese and a Whole Hoo-Ha                                  | Żargon prawniczy i pietrucha                               | 8 grudnia 2022       | 13 grudnia 2022             |
| 114 | 9  | College Dropouts and the Medford Miracle                     | Rzucający studia i cud w Medford                           | 5 stycznia 2023      | 10 stycznia 2023            |
| 115 | 10 | Pancake Sunday and Textbook Flirting                         | Naleśnikowe niedziele i podręcznikowy flirt                | 12 stycznia 2023     | 17 stycznia 2023            |
| 116 | 11 | Ruthless, Toothless, and a Week of Bed Rest                  | Bezwzględny, bezzębny oraz kilkudniowe leżenie             | 2 lutego 2023        | 7 lutego 2023               |
| 117 | 12 | A Baby Shower and a Testosterone-Rich Banter                 | Bociankowe i nasycona testosteronem dyskusja               | 9 lutego 2023        | 14 lutego 2023              |
| 118 | 13 | A Frat Party, a Sleepover and the Mother of All Blisters     | Impreza, nocowanie i kosmiczny odcisk                      | 16 lutego 2023       | 21 lutego 2023              |
| 119 | 14 | A Launch Party and a Whole Human Being                       | Premierowe przyjęcie i nowy człowiek                       | 2 marca 2023         | 7 marca 2023                |
| 120 | 15 | Teen Angst and a Smart-Boy Walk of Shame                     | Nastoletnie niepokoje i pośmiewisko                        | 9 marca 2023         | 14 marca 2023               |
| 121 | 16 | A Stolen Truck and Going on the Lam                          | Ukradziony samochód i pierwsza ucieczka                    | 30 marca 2023        | 4 kwietnia 2023             |
| 122 | 17 | A German Folk Song and an Actual Adult                       | Niemiecka piosenka ludowa i prawdziwy dorosły              | 13 kwietnia 2023     | 18 kwietnia 2023            |
| 123 | 18 | Little Green Men and a Fella's Marriage Proposal             | Zielone ludziki i oświadczyny                              | 27 kwietnia 2023     | 2 maja 2023                 |
| 124 | 19 | A New Weather Girl and a Stay-at-Home Coddler                | Nowa pogodynka i zwodnicze pochwały                        | 4 maja 2023          | 9 maja 2023                 |
| 125 | 20 | German for Beginners and a Crazy Old Man with a Bat          | Niemiecki dla początkujących i szurnięty staruszek z kijem | 11 maja 2023         | 16 maja 2023                |
| 126 | 21 | A Romantic Getaway and a Germanic Meat-Based Diet            | Romantyczny wypad i niemiecka mięsna dieta                 | 18 maja 2023         | 23 maja 2023                |
| 127 | 22 | A Tornado, a 10-Hour Flight and a Darn Fine Ring             | Trąba powietrzna, 10-godzinny lot i zacny pierścionek      | 18 maja 2023         | 23 maja 2023                |

### Sezon 7 (2024)
| №   | Nr | Tytuł                                             | Tytuł polski                                   | Premiera (CBS)   | Premiera w Polsce (HBO Max) |
| --- | -- | ------------------------------------------------- | ---------------------------------------------- | ---------------- | --------------------------- |
| 128 | 1  | A Wiener Schnitzel and Underwear in a Tree        | Sznycel wiedeński i majtki na drzewie          | 15 lutego 2024   | 21 lutego 2024              |
| 129 | 2  | A Roulette Wheel and a Piano Playing Dog          | Ruletka i pies grający na fortepianie          | 22 lutego 2024   | 28 lutego 2024              |
| 130 | 3  | A Strudel and a Hot American Boy Toy              | Strudel i kochaś z Ameryki                     | 29 lutego 2024   | 6 marca 2024                |
| 131 | 4  | Ants on a Log and a Cheating Winker               | Mróweczki i mrugający krętacz                  | 7 marca 2024     | 13 marca 2024               |
| 132 | 5  | A Frankenstein's Monster and a Crazy Church Guy   | Potwór Frankensteina i dziwny facet z kościoła | 14 marca 2024    | 20 marca 2024               |
| 133 | 6  | Baptists, Catholics and an Attempted Drowning     | Baptyści, katolicy i próba utopienia           | 4 kwietnia 2024  | 10 kwietnia 2024            |
| 134 | 7  | A Proper Wedding and Skeletons in the Closet      | Weselisko i trupy w szafie                     | 11 kwietnia 2024 | 17 kwietnia 2024            |
| 135 | 8  | An Ankle Monitor and a Big Plastic Crap House     | Areszt domowy i wielki sracz z plastiku        | 18 kwietnia 2024 | 24 kwietnia 2024            |
| 136 | 9  | A Fancy Article and a Scholarship for a Baby      | Farmazony i stypendium dla niemowlaka          | 25 kwietnia 2024 | 1 maja 2024                 |
| 137 | 10 | Community Service and the Key to a Happy Marriage | Czyn społeczny i klucz do udanego małżeństwa   | 2 maja 2024      | 8 maja 2024                 |
| 138 | 11 | A Little Snip and Teaching Old Dogs               | Przycięcie i uczenie starych psów              | 9 maja 2024      | 15 maja 2024                |
| 139 | 12 | A New Home and a Traditional Texas Torture        | Nowy dom i stare teksańskie tortury            | 9 maja 2024      | 15 maja 2024                |
| 140 | 13 | Funeral                                           | Pogrzeb                                        | 16 maja 2024     | 22 maja 2024                |
| 141 | 14 | Memoir                                            | Pamiętnik                                      | 16 maja 2024     | 22 maja 2024                |